# Eugène Pavy
Eugène Pavy, né en 1850 en France et mort en 1905 en Angleterre, est un peintre orientaliste français.

## Biographie
Il fut un des peintres orientalistes les plus célèbres de son époque[réf. nécessaire]. Ses œuvres ont été vendues aux enchères dans diverses catégories, notamment la peinture et le dessin-aquarelle. Selon Artprice, le prix de vente de ses œuvres a souvent dépassé les 10 000 euros.
Il voyage en Algérie, en Tunisie, au Maroc puis en Egypte avec son frère Philippe, où il trouve les motifs de ses tableaux narratifs de l'Orient. Il expose ses représentations de vendeurs ambulants, de gardes armés et de souks à Paris et à Londres, où il réside de 1878 à 1883 et envoie les expositions de la Royal Academy.
Ses œuvres sont passées en vente aux enchères publiques à 74 reprises, majoritairement dans la catégorie Peinture.

## Galerie

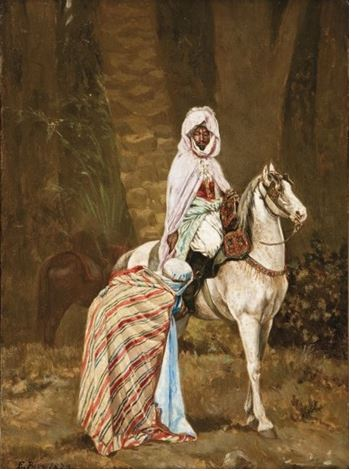
Un Arabe  du désert baisant le pied du Cheriff du Sahara (1879).
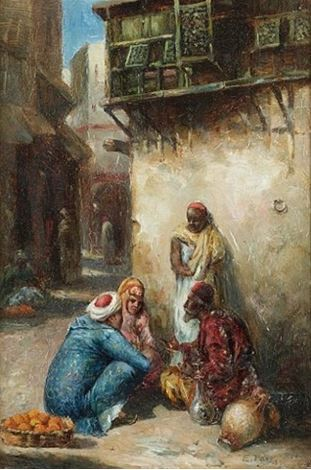
Marché tunisien (1887).
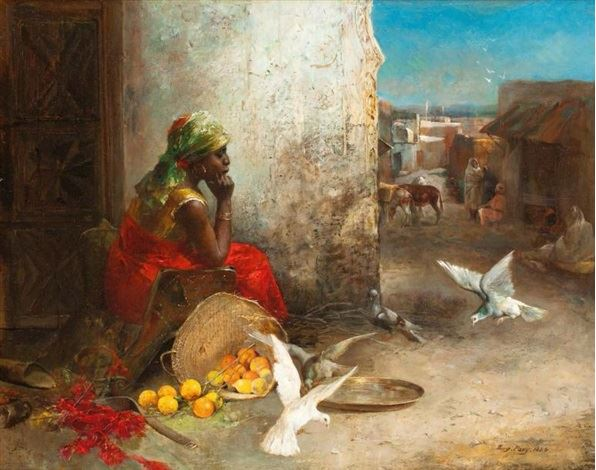
La Marchande d'oranges à Tanger (1884).
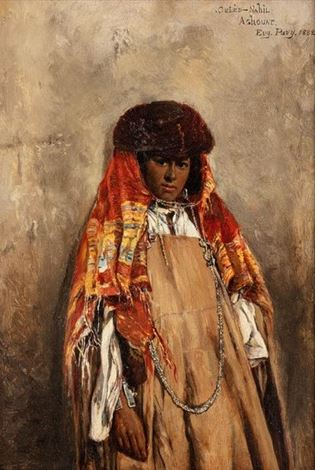
Ouled Naïl (1882).